# Copa Mundial de Baloncesto
La Copa Mundial de Baloncesto de la FIBA, también conocida como Copa Mundial de Baloncesto, Copa Mundial FIBA, Mundial de baloncesto, Copa del Mundo de Baloncesto o MundoBasket, cuyo nombre desde 1950 hasta 2010 fue Campeonato Mundial de Baloncesto, es una competición internacional de baloncesto disputada por las selecciones nacionales que forman parte de la Federación Internacional de Baloncesto (FIBA). El campeonato se celebra cada cuatro años desde el torneo inaugural en 1950, excepto en tres ocasiones. Desde 2019 el torneo se celebra en años impares.

## Historia
La Copa Mundial de Baloncesto de la FIBA se creó en una reunión del Congreso Mundial de la FIBA en los Juegos Olímpicos de 1948 en la ciudad de Londres (Inglaterra). El secretario general de la FIBA, Renato William Jones, instó a la FIBA a crear un Campeonato del Mundo, similar a la Copa Mundial de Fútbol, que se disputará cada cuatro años entre dos ediciones de los Juegos Olímpicos. El Congreso de la FIBA, teniendo como ejemplo el exitoso torneo olímpico de 23 selecciones durante ese año, aceptó la propuesta, comenzando con un torneo en 1950. Argentina fue seleccionado como el país anfitrión, en gran medida porque era el único dispuesto a hacerse cargo de la organización.
Los primeros cinco torneos se celebraron en Suramérica, y los equipos del continente americano dominaron el campeonato, ganando ocho de nueve medallas en los tres primeros mundiales. A partir de 1963, sin embargo, los equipos de Europa Oriental -la Unión Soviética y Yugoslavia en particular- comenzaron a presentar un desafío contra los equipos americanos. Entre 1967 a 1998, el torneo fue dominado por Estados Unidos, la Unión Soviética, y posteriormente por Rusia y Yugoslavia. Serbia, como heredera legal de la antigua Yugoslavia, mantiene la hegemonía de oros en los mundiales, con un total de cinco.
En 1994, los jugadores profesionales participaron por primera vez en el torneo. Aunque los Estados Unidos inicialmente dominaron con los jugadores de la NBA, otras naciones utilizaron finalmente a jugadores profesionales para ponerse a la altura de las cuatro potencias. En 2002, Yugoslavia ganó el oro mundial en suelo americano, derrotando en la final a Argentina, liderada por cuatro futuros jugadores de la NBA. Esta última había eliminado a los nortemericanos de la NBA en semifinales, y finalmente consiguió la medalla de plata, mientras que el jugador de la NBA y MVP del torneo Dirk Nowitzki, guio a Alemania al bronce, su primera medalla mundialista. Mientras tanto, el equipo estadounidense, formando en su totalidad por jugadores de la NBA, cayó hasta la sexta plaza. En 2006, España derrotó a Grecia en la primera aparición en una final de ambas selecciones. España se convirtió en el séptimo equipo (Yugoslavia y RF Yugoslavia son países distintos para la FIBA aunque la legalidad universal, establece a Serbia como heredera legal de todos sus anteriores éxitos deportivos) en ganar el Campeonato Mundial. Esta nueva era de igualdad convenció a la FIBA para expandir el torneo a 24 equipos en las ediciones de 2006 y 2010. En la Copa Mundial de Baloncesto de 2014 hubo 24 equipos de nuevo y se estaba considerando aumentar la cifra hasta 32 para futuros eventos. Finalmente, en abril de 2014 se confirmó que en la Copa Mundial de Baloncesto de 2019 participarán 32 equipos, aumentando a doce días la duración del certamen y a 92 partidos. Para finalizar, con la noticia del aumento ya oficializada, a finales de 2014 se presentaron seis países para albergar la nueva competencia.

## Clasificación
La Copa Mundial ha utilizado varios formatos de clasificación a lo largo de su historia. Los primeros cinco torneos se disputaron en Suramérica y fueron dominados por equipos de América. En el primer campeonato compitieron los tres medallistas olímpicos, junto a Argentina en calidad de anfitriona y dos equipos de Europa, Asia y Suramérica. Sin embargo, ningún equipo asiático estaba dispuesto a viajar al evento, por lo que seis de los diez equipos eran de las Américas. El poderoso equipo europeo de la Unión Soviética hizo su primera aparición en 1959 tras perderse los dos primeros eventos.

### Primeras ediciones
En los primeros años del torneo, solo Europa y Sudamérica habían creado campeonatos continentales, por lo que la participación en el torneo fue en gran parte por invitación. Más tarde, Asia formó un torneo continental en 1960, seguido por África en 1962, América Central en 1965 y Oceanía en 1971. Como resultado de esos cambios, la clasificación se formalizó aún más a partir del torneo de 1967. En ese año, el campeón de Asia recibió un puesto automático en el torneo, junto al campeón de Europa y América. En 1970, el campeón africano y oceánico recibieron cada uno un puesto para el Mundial, mientras que el vencedor y finalista del Centrobasket fueron invitados. Durante muchos de esos años, el anfitrión del torneo, el vigente campeón del mundo y los finalistas del torneo olímpico se clasificaron automáticamente para el campeonato.

### 1970 a 2014
Desde 1970, el proceso de clasificación se ha continuado basando en las competiciones continentales y en el torneo olímpico. El único cambio importante se produjo en el Campeonato Mundial de Baloncesto de 1990, cuando el torneo comenzó a añadir clasificados del recientemente rediseñado Campeonato FIBA Américas en vez de América del Sur, del Norte y Central individualmente. Después de que el torneo se ampliara a 24 equipos en 2006, el formato de clasificación funciona de la siguiente manera:
- Selección anfitriona: 1 plaza
- EuroBasket (Europa): 6 plazas
- Campeonato FIBA Américas (Norte, Centro, Sudamérica y el Caribe): 4 plazas
- Afrobasket (África): 3 plazas
- Campeonato FIBA Asia (Asia): 3 plazas
- Campeonato FIBA Oceanía (Oceanía): 2 plazas
- Campeón olímpico: 1 plaza
- Wild cards seleccionadas por la FIBA: 4 plazas

Cada uno de los cinco campeonatos continentales también sirve como clasificación para los Juegos Olímpicos, así que todos se celebran cada dos años. El año inmediatamente anterior al Campeonato del Mundo se utiliza para determinar las plazas en el torneo. Por ejemplo, todos los puestos en el Campeonato Mundial de Baloncesto de 2010 se determinaron por los campeonatos continentales celebrados en 2009. Después de que los veinte primeros equipos se hayan clasificado, a continuación, la FIBA selecciona cuatro equipos "wild card", basado en criterios deportivos, económicos y de gobernancia. De los cuatro wild cards, sólo tres pueden provenir de una zona continental. En cada uno de los dos torneos en los que el sistema de wild cards ha tenido lugar, la FIBA ha seleccionado un máximo de tres equipos europeos para competir en el campeonato.

### Actual formato
Tradicionalmente, los mejores equipos de cada campeonato continental clasificaban a la Copa Mundial. Una vez finalizado la Copa Mundial de Baloncesto de 2014, el formato de clasificación cambió al crearse una serie de campeonatos premundiales. Los equipos se dividen en grupos continentales, donde habrá tres o cuatro equipos por grupo y a su vez ascensos y descensos entre estos grupos. También las eliminatorias al certamen cambian, duran dos años, y en el transcurso de ese tiempo, hay seis «ventanas» donde se enfrentan los equipos. Otro cambio es que Asia y Oceanía juegan en una misma región pero mantienen sus plazas para los Juegos Olímpícos.
Los certámenes continentales también se disputarán cada 4 años y con un sistema nuevo y similar al de la Copa Mundial. La clasificación para los Juegos Olímpicos de Tokio 2020 será mediante la Copa Mundial de Baloncesto de 2019 y cuatro certámenes más.
Para la Copa Mundial de Baloncesto de 2019 y en adelante las plazas se distribuyen tal que:
- Selección anfitriona: 1 plaza
- FIBA Américas (Norte, Centro, Sudamérica y el Caribe): 7 plazas
- FIBA Asia y FIBA Oceanía (Asia y Oceanía): 7 plazas
- FIBA Europa (Europa): 12 plazas
- FIBA África (África): 5 plazas

## Formato del torneo
El Campeonato del Mundo ha existido en varios formatos diferentes a lo largo de los años en que se ha expandido y contraído entre 10 y 24 equipos. El primer campeonato en 1950 comenzó con un torneo de doble eliminatoria entre diez equipos seguido de una round robin entre seis equipos para determinar el campeón. Entre 1954 y 1974, cada torneo se inició con una ronda preliminar de fase de grupos; los mejores equipos en cada grupo de ronda preliminar se trasladaron a un grupo final a modo de liguilla en el que salía el vencedor del torneo. En 1978, la FIBA añadió el partido para la medalla de oro entre los dos mejores equipos en el grupo final y el partido para la medalla de bronce entre el tercer y cuarto equipo. En cada año entre 1959 y 1982, el equipo anfitrión recibió un pase al grupo final. De los siete equipos anfitriones en esa época, sólo tres obtuvieron una medalla a pesar de la ventaja recibida. Como resultado, la FIBA hizo que el equipo anfitrión compitiera en la ronda preliminar a partir de 1986.
En 1986, el torneo se amplió brevemente a 24 equipos. Cuatro grupos de seis equipos cada uno completaron la fase de grupos en la ronda preliminar. Los tres primeros de cada grupo avanzaban a la segunda fase de grupos, seguido por una fase eliminatoria de cuatro equipos entre los dos mejores de cada grupo. El campeonato retornó a los 16 equipos en 1990. Los tres torneos entre 1990 y 1998 tuvieron dos fases de grupos y una ronda eliminatoria entre cuatro equipos para determinar el medallero. El campeonato de 2002 amplió la ronda eliminatoria a ocho equipos.
En 2006, la FIBA tomó la decisión de volver a ampliar el campeonato a 24 equipos e introducir el formato que actualmente se desarrolla. Bajo este formato, los equipos están divididos en cuatro grupos de primera ronda de seis equipos cada uno. Si los equipos empatan al final de la ronda preliminar, el desempate se rompe según los siguientes criterios:
1. Resultados de los partidos entre los equipos empatados
2. Promedio de puntos entre los partidos de los equipos empatados
3. Promedio de puntos de todos los partidos de los equipos empatados
4. Se decide por sorteo

Los cuatro mejores equipos en cada grupo avanzan a una ronda de eliminación directa de dieciséis equipos. Comienza con los octavos de final, donde los mejores equipos de cada grupo se enfrentan a los equipos clasificados en la cuarta posición en otros grupos, y los segundos frente a los terceros. A continuación llegan los cuartos de final, semifinales y final. Los equipos derrotados en la semifinal juegan el partido por la medalla de bronce, mientras que los derrotados en cuartos de final se enfrentan para determinar las posiciones del quinto al octavo.
| Año  | Sede                      | Equipos | Ronda preliminar          | Ronda final                                                                               | Ronda clasificatoria |
| ---- | ------------------------- | ------- | ------------------------- | ----------------------------------------------------------------------------------------- | --- |
| 1950 | Argentina                 | 10      | Doble torneo eliminatorio | Un grupo de 6                                                                             | Un grupo de 4 |
| 1954 | Brasil                    | 12      | 4 grupos de 3             | Un grupo de 8                                                                             | Un grupo de 4 |
| 1959 | Chile                     | 13      | 3 grupos de 4             | Un grupo de 7                                                                             | Un grupo de 4 |
| 1963 | Brasil                    | 13      | 3 grupos de 4             | Un grupo de 7                                                                             | Un grupo de 4 |
| 1967 | Uruguay                   | 13      | 3 grupos de 4             | Un grupo de 7                                                                             | Un grupo de 4 |
| 1970 | Yugoslavia                | 13      | 3 grupos de 4             | Un grupo de 7                                                                             | Un grupo de 4 |
| 1974 | Puerto Rico               | 14      | 3 grupos de 4             | Un grupo de 8                                                                             | Un grupo de 4 |
| 1978 | Filipinas                 | 14      | 3 grupos de 4             | Un grupo de 8; después final entre los dos primeros, para el tercero y los dos siguientes | Un grupo de 4 |
| 1982 | Colombia                  | 13      | 3 grupos de 4             | Un grupo de 7, final entre los dos primeros, para el tercero y los dos siguientes         | Un grupo de 4 |
| 1986 | España                    | 24      | 4 grupos de 6             | 2 grupos de 6, eliminatoria de 4 equipos                                                  | Eliminatoria por el 5.º entre terceros y cuartos de grupo, por el 9.º entre quintos y sextos, y cuartos, quintos y sextos equipos en la primera ronda de grupos igualados en el 13er lugar |
| 1990 | Argentina                 | 16      | 4 grupos de 4             | 2 grupos de 4, eliminatoria de 4 equipos                                                  | Eliminatoria por el 5.º entre los terceros y cuartos de grupo |
| 1994 | Canadá                    | 16      | 4 grupos de 4             | 2 grupos de 4, eliminatoria de 4 equipos                                                  | Eliminatoria por el 5.º entre los terceros y cuartos de grupo |
| 1998 | Grecia                    | 16      | 4 grupos de 4             | 2 grupos de 6, eliminatoria de 8 equipos                                                  | Eliminatoria por el 5.º entre los terceros y cuartos de grupo, por 9.º entre los quintos y sextos, por el 13.º entre quintos y sextos de la primera fase de grupos                         |
| 2002 | Estados Unidos            | 16      | 4 grupos de 4             | 2 grupos de 6, eliminatoria de 8 equipos                                                  | Eliminatoria por el 13.º entre quintos y sextos de la primera fase de grupos |
| 2006 | Japón                     | 24      | 4 grupos de 6             | Eliminatoria de 16                                                                        | Los quintos de grupo de la primera ronda igualados en el 17.º puesto, y los sextos igualados en el 21.º                                                                                    |
| 2010 | Turquía                   | 24      | 4 grupos de 6             | Eliminatoria de 16                                                                        | Los quintos de grupo de la primera ronda igualados en el 17.º puesto, y los sextos igualados en el 21.º                                                                                    |
| 2014 | España                    | 24      | 4 grupos de 6             | Eliminatoria de 16                                                                        | Los quintos de grupo de la primera ronda igualados en el 17.º puesto, y los sextos igualados en el 21.º.                                                                                   |
| 2019 | China                     | 32      | 8 grupos de 4             | 4 grupos de 4                                                                             | Eliminatoria de 8, eliminatoria de 4, semifinales y final. |
| 2023 | Filipinas Japón Indonesia | 32      | 8 grupos de 4             | 4 grupos de 4                                                                             | Eliminatoria de 8, eliminatoria de 4, semifinales y final. |
| 2027 | Catar                     | 32      | 8 grupos de 4             | 4 grupos de 4                                                                             | Eliminatoria de 8, eliminatoria de 4, semifinales y final. |

## Resultados y estadísticas

### Ediciones
| Año           | Sede                      | Partido por la medalla de oro | Partido por la medalla de oro | Partido por la medalla de oro | Partido por la medalla de bronce | Partido por la medalla de bronce | Partido por la medalla de bronce |
| Año           | Sede                      | Campeón                       | Resultado                     | Subcampeón                    | Tercer lugar                     | Resultado                        | Cuarto lugar                     |
| ------------- | ------------------------- | ----------------------------- | ----------------------------- | ----------------------------- | -------------------------------- | -------------------------------- | -------------------------------- |
| 1950 Detalles | Argentina                 | Argentina                     | Sistema de liga               | Estados Unidos                | Chile                            | Sistema de liga                  | Brasil                           |
| 1954 Detalles | Brasil                    | Estados Unidos                | Sistema de liga               | Brasil                        | Filipinas                        | Sistema de liga                  | Francia                          |
| 1959 Detalles | Chile                     | Brasil                        | Sistema de liga               | Estados Unidos                | Chile                            | Sistema de liga                  | China Taipéi                     |
| 1963 Detalles | Brasil                    | Brasil                        | Sistema de liga               | Yugoslavia                    | Unión Soviética                  | Sistema de liga                  | Estados Unidos                   |
| 1967 Detalles | Uruguay                   | Unión Soviética               | Sistema de liga               | Yugoslavia                    | Brasil                           | Sistema de liga                  | Estados Unidos                   |
| 1970 Detalles | Yugoslavia                | Yugoslavia                    | Sistema de liga               | Brasil                        | Unión Soviética                  | Sistema de liga                  | Italia                           |
| 1974 Detalles | Puerto Rico               | Unión Soviética               | Sistema de liga               | Yugoslavia                    | Estados Unidos                   | Sistema de liga                  | Cuba                             |
| 1978 Detalles | Filipinas                 | Yugoslavia                    | 82 - 81                       | Unión Soviética               | Brasil                           | 86 - 85                          | Italia                           |
| 1982 Detalles | Colombia                  | Unión Soviética               | 95 - 94                       | Estados Unidos                | Yugoslavia                       | 119 - 117                        | España                           |
| 1986 Detalles | España                    | Estados Unidos                | 87 - 85                       | Unión Soviética               | Yugoslavia                       | 117 - 91                         | Brasil                           |
| 1990 Detalles | Argentina                 | Yugoslavia                    | 92 - 75                       | Unión Soviética               | Estados Unidos                   | 107 - 105                        | Puerto Rico                      |
| 1994 Detalles | Canadá                    | Estados Unidos                | 137 - 91                      | Rusia                         | Croacia                          | 78 - 60                          | Grecia                           |
| 1998 Detalles | Grecia                    | RF Yugoslavia                 | 64 - 62                       | Rusia                         | Estados Unidos                   | 84 - 61                          | Grecia                           |
| 2002 Detalles | Estados Unidos            | RF Yugoslavia                 | 84 - 77                       | Argentina                     | Alemania                         | 117 - 94                         | Nueva Zelanda                    |
| 2006 Detalles | Japón                     | España                        | 70 - 47                       | Grecia                        | Estados Unidos                   | 96 - 81                          | Argentina                        |
| 2010 Detalles | Turquía                   | Estados Unidos                | 81 - 64                       | Turquía                       | Lituania                         | 99 - 88                          | Serbia                           |
| 2014 Detalles | España                    | Estados Unidos                | 129 - 92                      | Serbia                        | Francia                          | 95 - 93                          | Lituania                         |
| 2019 Detalles | China                     | España                        | 95 - 75                       | Argentina                     | Francia                          | 67 - 59                          | Australia                        |
| 2023 Detalles | Filipinas Japón Indonesia | Alemania                      | 83 - 77                       | Serbia                        | Canadá                           | 127 - 118                        | Estados Unidos                   |
| 2027 Detalles | Catar                     | Por disputarse                | Por disputarse                | Por disputarse                | Por disputarse                   | Por disputarse                   | Por disputarse                   |

### Palmarés
| Pos.  | Selección           | Medalla de oro | Medalla de plata | Medalla de bronce | Total |
| ----- | ------------------- | -------------- | ---------------- | ----------------- | ----- |
| 1     | Estados Unidos      | 5              | 3                | 4                 | 12    |
| 2     | Yugoslavia          | 3              | 3                | 2                 | 8     |
| 2     | Unión Soviética     | 3              | 3                | 2                 | 8     |
| 4     | Brasil              | 2              | 2                | 2                 | 6     |
| 5     | Serbia y Montenegro | 2              | 0                | 0                 | 2     |
| 5     | España              | 2              | 0                | 0                 | 2     |
| 7     | Argentina           | 1              | 2                | 0                 | 3     |
| 8     | Alemania            | 1              | 0                | 1                 | 2     |
| 9     | Rusia               | 0              | 2                | 0                 | 2     |
| 9     | Serbia              | 0              | 2                | 0                 | 2     |
| 11    | Grecia              | 0              | 1                | 0                 | 1     |
| 11    | Turquía             | 0              | 1                | 0                 | 1     |
| 13    | Chile               | 0              | 0                | 2                 | 2     |
| 13    | Francia             | 0              | 0                | 2                 | 2     |
| 15    | Lituania            | 0              | 0                | 1                 | 1     |
| 15    | Croacia             | 0              | 0                | 1                 | 1     |
| 15    | Filipinas           | 0              | 0                | 1                 | 1     |
| 15    | Canadá              | 0              | 0                | 1                 | 1     |
| Total | Total               | 19             | 19               | 19                | 57    |

### Equipos
Yugoslavia, Estados Unidos y la URSS son las selecciones más laureadas de la historia con sus 13 oros y 30 medallas en total. Las selecciones de Estados Unidos y Brasil son las únicas que han competido en cada edición del campeonato.

#### Tabla histórica (1950-2019)
Para puntuar se suman 2 puntos por cada victoria y 1 punto por cada derrota:
| Pos. | Selección                | Pts. | PJ  | G   | P  | T |
| ---- | ------------------------ | ---- | --- | --- | -- | - |
| 1    | Estados Unidos           | 287  | 158 | 129 | 29 | 5 |
| 2    | Brasil                   | 224  | 140 | 84  | 56 | 2 |
| 3    | Argentina                | 189  | 118 | 71  | 47 | 1 |
| 4    | España                   | 171  | 100 | 71  | 29 | 2 |
| 5    | Unión Soviética          | 146  | 80  | 66  | 14 | 3 |
| 6    | Canadá                   | 146  | 107 | 39  | 68 | - |
| 7    | Puerto Rico              | 138  | 98  | 40  | 58 | - |
| 8    | Yugoslavia               | 136  | 78  | 58  | 20 | 3 |
| 9    | Australia                | 129  | 88  | 41  | 47 | - |
| 10   | Italia                   | 117  | 74  | 43  | 31 | - |
| 11   | Grecia                   | 97   | 61  | 36  | 25 | - |
| 12   | Francia                  | 97   | 63  | 34  | 29 | - |
| 13   | Serbia                   | 84   | 50  | 34  | 16 | 2 |
| 14   | China                    | 82   | 65  | 17  | 48 | - |
| 15   | Lituania                 | 68   | 41  | 27  | 14 | - |
| 16   | Uruguay                  | 67   | 50  | 17  | 33 | - |
| 17   | Angola                   | 66   | 51  | 15  | 36 | - |
| 18   | Rusia                    | 64   | 39  | 25  | 14 | - |
| 19   | Alemania                 | 64   | 41  | 23  | 18 | - |
| 20   | Turquía                  | 62   | 38  | 24  | 14 | - |
| 21   | Corea del Sur            | 61   | 51  | 10  | 41 | - |
| 22   | Cuba                     | 53   | 35  | 18  | 17 | - |
| 23   | Filipinas                | 53   | 40  | 13  | 27 | - |
| 24   | México                   | 52   | 35  | 17  | 18 | - |
| 25   | Nueva Zelanda            | 52   | 37  | 15  | 22 | - |
| 26   | Checoslovaquia           | 47   | 30  | 17  | 13 | - |
| 27   | Perú                     | 37   | 27  | 10  | 17 | - |
| 28   | Eslovenia                | 34   | 22  | 12  | 10 | - |
| 29   | Panamá                   | 34   | 25  | 9   | 16 | - |
| 30   | Egipto                   | 33   | 28  | 5   | 23 | - |
| 31   | Croacia                  | 32   | 20  | 12  | 8  | - |
| 32   | Japón                    | 36   | 31  | 5   | 26 | - |
| 33   | Senegal                  | 32   | 28  | 4   | 24 | - |
| 34   | Venezuela                | 31   | 23  | 8   | 15 | - |
| 35   | Israel                   | 26   | 19  | 7   | 12 | - |
| 36   | Polonia                  | 25   | 17  | 8   | 9  | - |
| 37   | China Taipéi             | 25   | 18  | 7   | 11 | - |
| 38   | Chile                    | 24   | 19  | 9   | 10 | - |
| 39   | República Dominicana     | 24   | 18  | 6   | 12 | - |
| 40   | Nigeria                  | 23   | 16  | 7   | 9  | - |
| 41   | Costa de Marfil          | 23   | 22  | 1   | 21 | - |
| 42   | Irán                     | 19   | 15  | 4   | 11 | - |
| 43   | Líbano                   | 18   | 15  | 3   | 12 | - |
| 44   | Paraguay                 | 16   | 13  | 3   | 10 | - |
| 45   | Emiratos Árabes Unidos   | 15   | 14  | 1   | 13 | - |
| 46   | Bulgaria                 | 14   | 9   | 5   | 4  | - |
| 47   | Túnez                    | 13   | 10  | 2   | 8  | - |
| 48   | República Checa          | 12   | 8   | 4   | 4  | - |
| 49   | Jordania                 | 11   | 10  | 1   | 9  | - |
| 50   | Ecuador                  | 7    | 5   | 2   | 3  | - |
| 51   | Países Bajos             | 7    | 5   | 2   | 3  | - |
| 52   | Ucrania                  | 7    | 5   | 2   | 3  | - |
| 53   | República Centroafricana | 7    | 7   | -   | 7  | - |
| 54   | Argelia                  | 6    | 5   | 1   | 4  | - |
| 55   | Finlandia                | 6    | 5   | 1   | 4  | - |
| 56   | Montenegro               | 6    | 5   | 1   | 4  | - |
| 57   | Colombia                 | 6    | 6   | -   | 6  | - |
| 58   | Catar                    | 5    | 5   | -   | 5  | - |
| 59   | Malasia                  | 5    | 5   | -   | 5  | - |
| 60   | Letonia                  | -    | -   | -   | -  | - |
| 61   | Georgia                  | -    | -   | -   | -  | - |
| 62   | Cabo Verde               | -    | -   | -   | -  | - |
| 63   | Sudán del Sur            | -    | -   | -   | -  | - |

Se separan o agrupan los países de acuerdo a los criterios de la FIBA:
- Alemania incluye las participaciones de Alemania Occidental pero no las de Alemania Oriental.
- Rusia y la Unión Soviética se consideran equipos distintos.
- Checoslovaquia y la República Checa son selecciones distintas.
- Serbia no incluye a RF Yugoslavia y Montenegro y no a la anterior Yugoslavia.

### Jugadores
Varios jugadores han aparecido en cinco torneos; los brasileños Anderson Varejão, Leandro Barbosa, Alex Garcia, Marcelo Magalhães Machado, Ubiratan Pereira Maciel, Marcel de Souza y Marcelinho Huertas, el australiano Phil Smyth, el angoleño Eduardo Mingas, el argentino Luis Scola, los puertorriqueños Jerome Mincy y Daniel Santiago, y el español Rudy Fernández. Siete jugadores diferentes han ganado medallas en cuatro campeonatos (los brasileños Amaury Pasos, Ubiratan Pereira Maciel, y Wlamir Marques, los yugoslavos Dražen Dalipagić y Krešimir Ćosić, y los soviéticos Aleksandr Belostenny y Serguéi Belov). El brasileño Oscar Schmidt es el máximo anotador de la historia de la competición, anotando 916 puntos en cuatro torneos entre 1978 y 1990. Nikos Galis de Grecia es el máximo anotador en un campeonato mundial, promediando 33.7 puntos por partidos en 1986.

#### Tabla histórica de anotadores
| Pos. | Jugador                 | Selección   | Puntos | Partidos | Promedio | Torneos disputados           |
| ---- | ----------------------- | ----------- | ------ | -------- | -------- | ---------------------------- |
| 1.º  | Oscar Schmidt           | Brasil      | 843    | 33       | 25,5     | 1978, 1982, 1986, 1990       |
| 2.º  | Luis Scola              | Argentina   | 716    | 41       | 17,5     | 2002, 2006, 2010, 2014, 2019 |
| 3.º  | Andrew Gaze             | Australia   | 594    | 29       | 20,5     | 1986, 1990, 1994, 1998       |
| 4.º  | Dražen Dalipagić        | Yugoslavia  | 563    | 35       | 16,1     | 1974, 1978, 1982, 1986       |
| 5.º  | Marcel de Souza         | Brasil      | 543    | 40       | 13,5     | 1974, 1978, 1982, 1986, 1990 |
| 6.º  | José Rafael Ortiz       | Puerto Rico | 511    | 33       | 15,5     | 1990, 1994, 1998, 2002       |
| 7.º  | Dragan Kićanović        | Yugoslavia  | 491    | 25       | 19,6     | 1974, 1978, 1982             |
| 8.º  | Pau Gasol               | España      | 482    | 24       | 20,1     | 2002, 2006, 2014             |
| 9.º  | Ubiratan Pereira Maciel | Brasil      | 474    | 41       | 11,5     | 1963, 1967, 1970, 1978       |
| 10.º | Panagiotis Giannakis    | Grecia      | 469    | 26       | 18,1     | 1986, 1990, 1994             |

Actualizado al finalizar la Copa Mundial de Baloncesto de 2023

## Premios

### Trofeo Naismith
Desde 1967, el campeón de cada torneo ha sido galardonado con el Trofeo Naismith, nombrado en honor al inventor del baloncesto James Naismith. La existencia del trofeo se había planteado desde el primer campeonato en 1950, pero fracasó hasta que finalmente la FIBA encargó un trofeo en 1965 después de recibir una donación de 1000 dólares estadounidenses. El trofeo original fue utilizado desde 1967 hasta 1994. Un trofeo modernizado fue introducido para el Campeonato Mundial de Baloncesto de 1998 y el original se encuentra en la Fundación Pedro Ferrándiz en España.
La parte superior del nuevo trofeo tiene un diseño de flores de loto sobre el cual están tallados los mapas de los continentes y las piedras preciosas que simbolizan los cinco continentes (FIBA Américas representa América del Norte y América del Sur). El nombre del Dr. Naismith está grabado por los cuatro costados en latín, árabe, chino y jeroglíficos egipcios. El trofeo mide 47 centímetros (18,5 pulgadas) de alto y pesa nueve kilos (veinte libras).

### MVP
La FIBA también nombró un Most Valuable Player para cada torneo. Desde que el torneo se abrió para los profesionales en 1994, seis jugadores pertenecientes a la NBA han ganado los últimos siete MVP:
| Año  | MVP              |
| ---- | ---------------- |
| 1950 | Oscar Furlong    |
| 1954 | Kirby Minter     |
| 1959 | Amaury Pasos     |
| 1963 | Wlamir Marques   |
| 1967 | Ivo Daneu        |
| 1970 | Serguéi Belov    |
| 1974 | Dragan Kićanović |
| 1978 | Dražen Dalipagić |
| 1982 | Rolando Frazer   |
| 1986 | Dražen Petrović  |
| 1990 | Toni Kukoč       |
| 1994 | Shaquille O'Neal |
| 1998 | Dejan Bodiroga   |
| 2002 | Dirk Nowitzki    |
| 2006 | Pau Gasol        |
| 2010 | Kevin Durant     |
| 2014 | Kyrie Irving     |
| 2019 | Ricky Rubio      |
| 2023 | Dennis Schröder  |

## Palmarés conjunto Mundiales - JJ. OO.
| Pos.  | Selección       | Medalla de oro | Medalla de plata | Medalla de bronce | Total |
| ----- | --------------- | -------------- | ---------------- | ----------------- | ----- |
| 1     | Estados Unidos  | 22             | 4                | 6                 | 32    |
| 2     | Unión Soviética | 5              | 7                | 5                 | 17    |
| 3     | Yugoslavia      | 4              | 7                | 3                 | 14    |
| 4     | España          | 2              | 3                | 1                 | 6     |
| 4     | Serbia*         | 2              | 3                | 1                 | 6     |
| 6     | Brasil          | 2              | 2                | 5                 | 9     |
| 7     | Argentina       | 2              | 2                | 1                 | 5     |
| 8     | Alemania        | 1              | 0                | 1                 | 2     |
| 9     | Francia         | 0              | 4                | 2                 | 6     |
| 10    | Rusia           | 0              | 2                | 1                 | 3     |
| 11    | Italia          | 0              | 2                | 0                 | 2     |
| 12    | Croacia         | 0              | 1                | 1                 | 2     |
| 12    | Canadá          | 0              | 1                | 1                 | 2     |
| 14    | Grecia          | 0              | 1                | 0                 | 1     |
| 14    | Turquía         | 0              | 1                | 0                 | 1     |
| 16    | Lituania        | 0              | 0                | 4                 | 4     |
| 17    | Chile           | 0              | 0                | 2                 | 2     |
| 17    | Uruguay         | 0              | 0                | 2                 | 2     |
| 19    | Filipinas       | 0              | 0                | 1                 | 1     |
| 19    | Australia       | 0              | 0                | 1                 | 1     |
| 19    | Cuba            | 0              | 0                | 1                 | 1     |
| 19    | México          | 0              | 0                | 1                 | 1     |
| Total | Total           | 40             | 40               | 40                | 120   |

- Actualizado JJ. OO. París 2024
- Serbia incluye las medallas desde 1994 con RF Yugoslavia y Montenegro.